# Животные-компаньоны
Живо́тные-компаньо́ны (иначе дома́шние пито́мцы или дома́шние люби́мцы) — термин, используемый для обозначения домашних животных, которых человек содержит у себя в доме для общения и получения положительных эмоций. Такие домашние животные противопоставляются, таким образом, сельскохозяйственным животным, которых содержат для получения мясо-молочной продукции, шерсти и т. д. и как рабочий скот. В качестве компаньонов часто содержат также диких животных, поддающихся индивидуальному приручению, но не одомашненных как вид.
Традиционными и наиболее распространёнными животными-компаньонами являются кошки и собаки. Реже в качестве животных-компаньонов встречаются птицы (в основном попугаи, канарейки и домашние голуби, изредка врановые), грызуны (морские свинки, декоративные крысы, хомяки, шиншиллы), домашние кролики, рыбы. Ещё реже животными-компаньонами выступают обезьяны, свиньи (карликовые и вьетнамские вислобрюхие свиньи), лисы (два вида — одомашненная чёрно-бурая лисица и лисица фенек), куньи (фретки), рептилии (черепахи, реже змеи, ящерицы, крокодилы), амфибии (лягушки, тритоны), реже — улитки ахатины или членистоногие (например, паук-птицеед, мадагаскарский шипящий таракан и другие насекомые и паукообразные, а также многоножки).
В определённой степени животными-компаньонами можно также признать и рабочий скот: лошадь, осла, верблюда, слона (в Индии и соседних странах), северного оленя (у народов крайнего севера), а также ламу (в Южной Америке). Лошадей (от обычных до карликовых), а также пони в последнее время многие также стали содержать именно в качестве животных-компаньонов (в современном понимании этого термина). Совмещают функции компаньона с практической пользой собаки (охрана хозяина и его жилья, сопровождение незрячих) и кошки (истребление грызунов). Традиция содержания слонов в этом качестве (например в качестве культовых животных) в Индии довольно древняя.
Наиболее популярные домашние питомцы отличаются своим толерантным отношением к человеку и игривым характером, имеют привлекательный внешний вид.

## История
Животные-компаньоны стали частью человеческой цивилизации довольно давно. В частности, собаки ещё в эпоху каменного века стали компаньонами людей на охоте. Кошка (по имеющимся данным) была одомашнена приблизительно 9 500 лет назад. В это же время были одомашнены лошадь и верблюд.
К древнейшим породам собак, которых разводили как животных-компаньонов, относятся 14 пород. Например, согласно генетическим исследованиям, эволюционный возраст пекинеса составляет около 2 000 лет, останки акита-ину датируются примерно II тыс. до н. э., а изображения салюки датируются примерно 3 500 годом до н. э.

## Положительное влияние на здоровье хозяев
Считается, что содержание дома животных-компаньонов благоприятно сказывается на состоянии здоровья их хозяев. Наличие в доме животного-компаньона помогает снизить воздействие стресса для людей, которые любят присутствие животных в их окружении.
Так, выгуливая собаку, её хозяин фактически занимается физическими упражнениями и дышит свежим воздухом, а кроме того в условиях городской среды таким образом обеспечивается социальное взаимодействие с другими любителями собак, которые также выгуливают своих собак в определённых отведённых для этого местах.
Некоторые недавние исследования (в Швеции и Финляндии) показывают, что статистика заболеваний детей в семьях, содержащих домашних питомцев, ниже, чем в семьях, которые домашних питомцев не содержат; учёные объясняют это активными этапами формирования детского иммунитета, когда агрессивная среда микроорганизмов животного способствует появлению у ребёнка широкого спектра антител (хотя это, разумеется, всего лишь гипотеза).

## Взаимопонимание людей и животных-компаньонов
Люди понимают собак в целом лучше, чем кошек. Это связано с тем, что эволюционно собаки происходят от вида, который жил в группе, поэтому они более склонны к различным внешним формам экспрессивного поведения — как визуального, так и акустического. У кошек, так как они происходят от предка, который вёл преимущественно одиночный образ жизни, очень мало очевидных форм коммуникации, с помощью которых они могут добиваться изменения поведения людей. При этом даже в отношении собак люди часто ошибаются, не отличая их мимику, предупреждающую о намерении броситься в атаку, и выражающую приглашение к игре.

## Законодательство
В странах Европы, кроме местных нормативных документов, обращение с животными-компаньонами (англ. pets) регулирует разработанная в конце 1980-х годов Европейская конвенция о защите животных (англ. European Convention for the Protection of Pet Animals), ратифицированная 19 государствами.
В ноябре 2010 года в Государственную думу РФ был внесён проект федерального закона «Об ответственном обращении с животными». Документ, в частности, регулирует содержание и защиту животных-компаньонов, впервые применяя это понятие в российском законодательстве.

## Галерея
- Трёхлетний голландский кролик с отвислыми ушами
- Хомяк